# مانارايي بورليي
مانارايي بورليي (بالفرنسية: Manaraii Porlier)‏ (1 ديسمبر 1989 بتاهيتي في فرنسا - ) هو لاعب كرة قدم فرنسي في مركز الهجوم. شارك مع منتخب تاهيتي لكرة القدم.

## روابط خارجية
- مانارايي بورليي على موقع قاعدة بيانات كرة القدم.إي يو (الإنجليزية)
- مانارايي بورليي على موقع ناشيونال فوتبول تيمز (الإنجليزية)
- مانارايي بورليي على موقع Soccerway.com (الإنجليزية)